# Trachystolodes tonkinensis
Trachystolodes tonkinensis là một loài bọ cánh cứng trong họ Cerambycidae.